# Cristo contemplado por el alma cristiana
Cristo contemplado por el alma cristiana es una pintura al óleo de Diego Velázquez sobre lienzo de 165,1 x 206,4 cm, conservada en la National Gallery de Londres desde 1883 por donación de John Savile Lumley, quien la había adquirido en Madrid en 1858. Para José López-Rey podría haber sido pintado entre 1626 y 1628, aunque son mayoría los críticos que prefieren retrasar su ejecución a 1632, tras el primer viaje de Velázquez a Italia, por apreciar influencias de la pintura boloñesa y en especial de Guido Reni junto con la del Caravaggio romano y una técnica pictórica cercana a la empleada en La fragua de Vulcano pintada en Roma.
No se tienen noticias de esta pintura anteriores a la fecha de su adquisición en Madrid en 1858 pero la crítica ha sido unánime al aceptar su autoría. Un dibujo preparatorio de la figura del ángel destruido en 1936, con una antigua inscripción —«VELAZQUEZ.»— figuraba en la colección del ilustrado Gaspar Melchor de Jovellanos. La infrecuente iconografía, con el acento puesto en la figura infantil a la que dirige Cristo la mirada, y su honda emotividad, rara en la obra de Velázquez, hizo pensar a Carl Justi que pudiera tratarse de una pintura votiva con motivo de la muerte de su hija menor, Ignacia.

## Iconografía
En la figura de Cristo a la columna, para la que se han sugerido modelos tomados de la estatuaria clásica —Galo moribundo– y una anatomía cercana a la del Cristo de la Minerva de Miguel Ángel, Velázquez siguió las indicaciones iconográficas de su suegro Francisco Pacheco para el tema del Cristo recogiendo sus vestiduras, iconografía muy repetida en la pintura española del siglo XVII, combinándolas en una creación original.

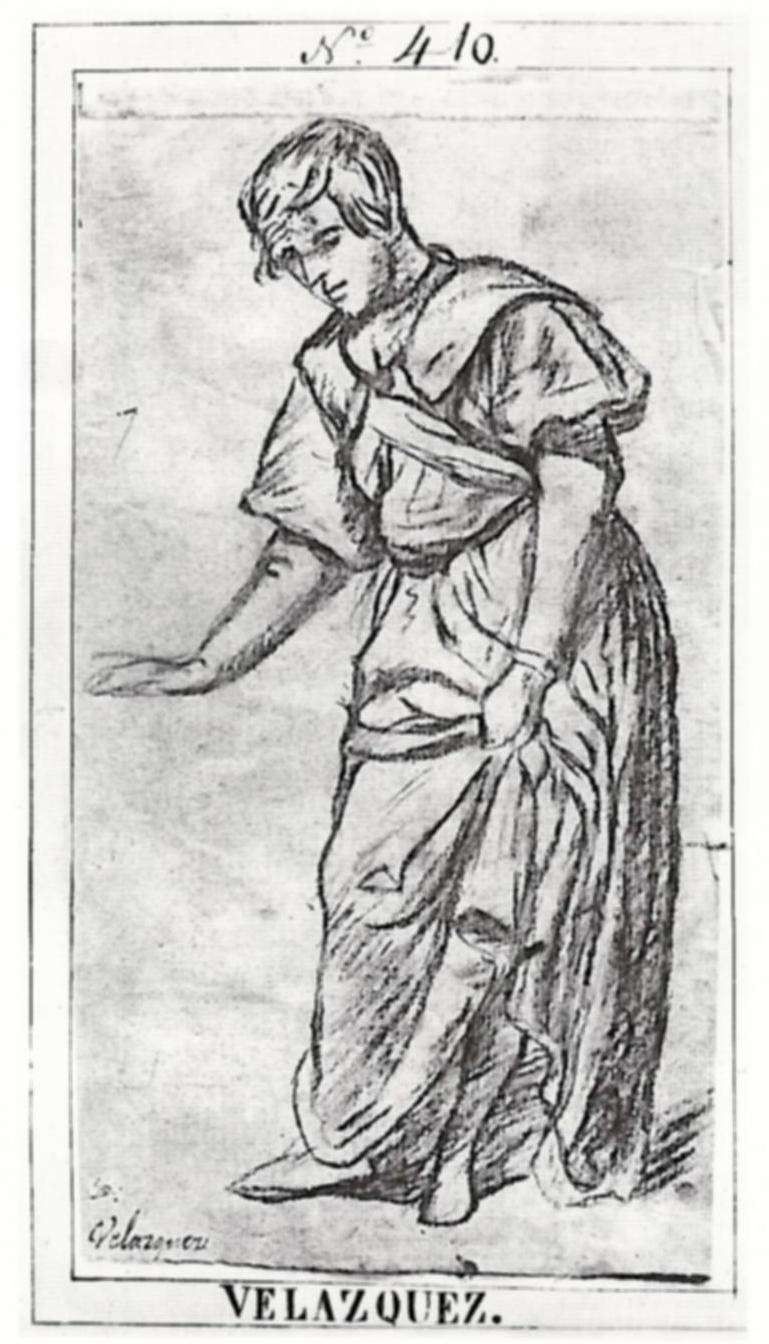
Dibujo preparatorio para Cristo y el alma cristiana, antes en el Instituto Jovellanos de Gijón, destruido en 1936.

Pacheco se ocupó de la iconografía del Cristo recogiendo sus vestiduras, nacida en Alemania o en Flandes en el siglo anterior y difundida a través de estampas, en una carta dirigida a Fernando de Córdoba, fechada en 1609, a propósito de una pintura suya de este asunto hoy perdida. Siguiendo las revelaciones de Santa Brígida en la imagen del Cristo escarnecido y citando la obra de Alfonso Paleotti, Iesu Christi Crucifixi Stigmata Sacrae Sindone Impressa editada en Venecia en 1606, admitía Pacheco que se pintasen, como él lo hizo, junto con los manojos de varas (fascis) y las correas de vaca —de que, dice, «hace memoria la antigüedad» y son los azotes que corrientemente emplean los pintores-, el flagelo hecho con zarzas, visto en revelaciones por un San Vicente, y «el azote de puntas o estrellas de hierro, fixas en los cordeles, imitado del que debuxó en el libro de Paleoto del IV de las Revelaciones de Santa Brígida». Por seguir las revelaciones de Santa Brígida empleó también en su imagen la columna de fuste alto y no la baja de la Basílica de Santa Práxedes que era, al contrario, la preferida por Paleotti. 
En el Cristo y el alma cristiana, los azotes que Velázquez dispuso junto al cuerpo derrumbado de Jesús son, excepto el flagelo de zarzas, los mismos que menciona Pacheco: un manojo de varas -y desparramados por el suelo, minuciosamente descritos los fragmentos que de él se han ido quebrando con los golpes-, la correa y un látigo de colas que puede recordar el de la visión de Santa Brígida. La columna de Velázquez es de fuste alto y, como explica también Pacheco de la que él pintó, no se dibuja mostrando toda su altura. Es posible de este modo imaginar que la escena está ocurriendo en una sala grande, sin tener que mostrarla entera para no entorpecer la visión destacada del cuerpo de Cristo, y representar al tiempo sólo una de la vestiduras, la túnica inconsútil, «considerando que las demás están sin orden, esparcidas por la Sala o Pretorio» como, sigue recordando Pacheco, repiten los autores místicos que de este pasaje se ocuparon y será así como lo hará también Velázquez. 
Y siguiendo a Pacheco, se explican también la mirada del Cristo de Velázquez, dirigida al que contempla el cuadro (que no ha de situarse de frente sino a un lado, «porque el encuentro della causa grandes efectos»); la contención en las señales dejadas por los azotes («cosa que escusan mucho los grandes pintores, por no encubrir la perfección que tanto les cuesta, a diferencia de los indoctos, que sin piedad arrojan azotes y sangre, con que se borra la pintura o cubren sus defectos»), concentradas las heridas en la espalda, donde menos dañan la figura y los autores piadosos dicen que cayeron la mayor parte, y la propia belleza del cuerpo de Cristo, defendida también por Pacheco.
Los otros elementos que componen el cuadro de Velázquez, el Ángel de la Guarda y la figura infantil que encarna el alma cristiana acompañando a Cristo tras su flagelación, podrían proceder de algún escritor místico no identificado o derivar de propuestas para la meditación expuestas por autores como Juan de Ávila, cuyo Audi filia cita Pacheco, o fray Luis de Granada, quien ensalzando la belleza corporal de Cristo, expuesta y maltrecha, exclamaba: 

Mira, ánima mía, cuál estaría allí aquél mancebo hermoso y vergonzoso... tan maltratado y tan avergonzado y desnudo. Mira cómo aquella carne tan delicada, tan hermosa como una flor de toda carne, es allí por todas partes abierta y despedazada.

Aunque tales ideas se encuentran abundantemente expuestas en textos ascéticos y podían ser lugares comunes de la predicación, en pintura el tema es sumamente infrecuente, habiéndose señalado como precedentes únicamente dos cuadros atribuidos a Juan de Roelas, uno en el convento de las Mercedarias Descalzas de Sanlúcar de Barrameda y el otro, de dudosa autografía, en el monasterio de la Encarnación de Madrid, en el que Sánchez Cantón, al darlo a conocer en relación con la pintura de Velázquez, llegó a leer una inscripción actualmente invisible que decía: «Alma, duélete de mí / que tú me pusiste así».
Velázquez presenta a las tres figuras recortadas sobre un fondo neutro, fuertemente contrastado por una iluminación intensa que dibuja sombras oscuras en la superficie del suelo y dota a las figuras de una poderosa tridimensionalidad, acentuando de este modo el carácter emotivo de la escena, que tiene como eje central el cruce de miradas entre la imagen de Cristo, derrotado aunque atlético, y la figura del niño, que de rodillas y con las manos unidas inclina hacia Jesús su frágil cuerpo.